# Phoradendron ernstianum
Phoradendron ernstianum är en sandelträdsväxtart som beskrevs av Patschovsky. Phoradendron ernstianum ingår i släktet Phoradendron och familjen sandelträdsväxter. Inga underarter finns listade i Catalogue of Life.